# Теорема Морлі
Теорема Морлі про трисектриси трикутника — одна з найдивовижніших теорем геометрії трикутника.

Теорема стверджує:
| Точки перетину суміжних трисектрис внутрішніх кутів довільного трикутника є вершинами рівностороннього трикутника. |

На рисунку праворуч три різнокольорових кута при кожній вершині великого трикутника рівні між собою. Теорема стверджує, що незалежно від вибору великого трикутника, маленький фіолетовий трикутник буде рівностороннім.
Теорема Морлі не виконується в сферичній і гіперболічній геометрії.

## Терема Морлі для трисектрис зовнішніх кутів трикутника

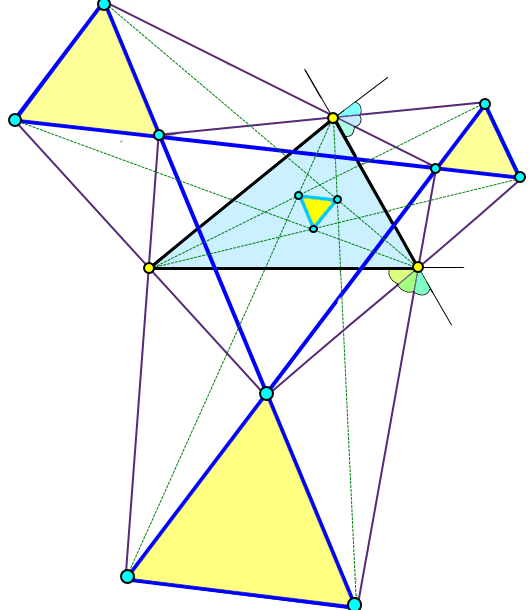
Теорема Морлі для трисектрис зовнішніх кутів трикутника

Теорема також справедлива для зовнішніх кутів трикутника:
| Точки перетину суміжних трисектрис зовнішніх кутів довільного трикутника є вершинами рівносторонніх трикутників. |

Крім того продовження трисектрис внутрішніх кутів також перетинаються з суміжними трисектрисами зовнішніх кутів у вершинах цих трикутників.

## Історія
Теорема була відкрита в 1904 Франком Морлі. Тоді він розповів про неї друзям з Кембриджського університету, а опублікував її в 1924 році, коли він був у Японії.. За цей час вона була незалежно опублікована як задача в часописі «Educational Times».

## Доведення
Існує багато способів доведення теореми Морлі, деякі з яких дуже технічні.
Кілька ранніх доведень ґрунтувалися на тригонометричних розрахунках. До одних з крайніх доведень теореми належать алгебричне доведення Алена Конна (1998, 2004), яке поширює теорему на загальні поля, окрім тих що мають характеристику три, і  доведення Джона Конвея, що спирається на елементарну геометрію . Останній починається з рівностороннього трикутника і показує, що навколо нього можна побудувати трикутник, подібний до будь-якого обраного трикутника.

## Трикутники Морлі
Теорема Морлі містить 18 спеціальних трикутників (рівносторонніх і різносторонніх), які виникають при перетині трисектрис трикутника.
Правильний трикутник, описаний вище в теоремі про трисектриси внутрішніх кутів, називається першим трикутником Морлі, і має довжину сторони:
{\displaystyle a^{\prime }=8R\sin(A/3)\sin(B/3)\sin(C/3),\,}
та площу:
{\displaystyle S={\tfrac {\sqrt {3}}{4}}a'^{2}=16{\sqrt {3}}R^{2}\sin ^{2}(A/3)\sin ^{2}(B/3)\sin ^{2}(C/3).}
де R — радіус описаного кола початкового трикутника, а A, B та C — його внутрішні кути.
З першим трикутником Морлі також пов'язані дві чудові точки трикутника — перша та друга точки Морлі, які в Енциклопедії центрів трикутника ETC Кларка Кімберлінга мають номери X(356) та X(357).